# Lupe Aquino
Lupe Aquino (* 23. Januar 1963 in Chihuahua, Chihuahua, Mexiko als Isaías Guadalupe Aquino) ist ein ehemaliger mexikanischer Boxer, dessen Karriere von 1981 bis 1999 andauerte. Von Juli bis Oktober 1987 war er Weltmeister der World Boxing Council (WBC) im Halbmittelgewicht.

## Boxkarriere
Aquino begann nach kurzer Amateurlaufbahn 1981 mit dem Profiboxsport und erzielte eine Bilanz von 30 Siegen (u. a. Davey Moore), 2 Niederlagen (u. a. Marlon Starling) und 1 Unentschieden, ehe er am 12. Juli 1987 mit einem einstimmigen Punktsieg gegen Duane Thomas den WBC-Weltmeistertitel im Halbmittelgewicht gewann. Diesen verlor er in der ersten Verteidigung am 2. Oktober 1987 nach Punkten an Gianfranco Rosi.
Nach drei folgenden Kämpfen, darunter einer Niederlage gegen Donald Curry und einem Sieg gegen Milton McCrory, verlor er am 8. Dezember 1988 beim Kampf um den vakanten WBO-Weltmeistertitel im Halbmittelgewicht durch TKO gegen John David Jackson. Gleich nach dem Kampf wurde er von der Polizei in Detroit verhaftet (siehe Sonstiges). Bis zu seiner Verurteilung bestritt er noch sieben Kämpfe, die er alle vorzeitig gewinnen konnte, darunter im September 1989 gegen José Cuevas.
Nach seiner Haftentlassung gab er 1993 ein Comeback und blieb in 6 Kämpfen ungeschlagen, ehe er am 30. Oktober 1993 beim erneuten Kampf um den WBO-Weltmeistertitel im Halbmittelgewicht gegen Verno Phillips unterlag. Bis zu seinem Karriereende im November 1999 erzielte er noch 8 Siege und 3 Niederlagen, wobei sein bedeutendster Gegner Bernard Hopkins war, gegen den er im Mai 1994 nach Punkten unterlag.

## Sonstiges
Im Februar 1987 wurde Aquino wegen Körperverletzung angeklagt. Statt einer Verurteilung wurde er zwei Jahre unter Bewährung gestellt und musste an Kursen zur Aggressionsbewältigung teilnehmen. Im August 1988 wurde er dann wegen Totschlags und Trunkenheit am Steuer angeklagt; er hatte betrunken als Lenker eines Kraftfahrzeuges einen Verkehrsunfall auf dem San Diego Freeway verursacht, bei dem zwei Menschen getötet worden waren. Aquino und seine Freundin selbst wurden verletzt. Nach seiner Behandlung im Krankenhaus wurde er in Van Nuys verhaftet, jedoch nach Zahlung einer Kaution auf freien Fuß gesetzt. Im November 1989 wurde er vor dem Obersten Gericht von Los Angeles wegen fahrlässiger Tötung zu sechs Jahren Haft verurteilt, mit einer frühesten Bewährungsmöglichkeit nach drei Jahren. Eine erneute Bewährungsstrafe war vom vorsitzenden Richter David Perez mit der Begründung abgelehnt worden, dass Aquino aufgrund wiederholter Gewalttaten eine Bedrohung für die Gemeinschaft darstelle. Bezirksstaatsanwalt Thomas Miller hob zudem hervor, dass Aquino nach dem Unfall noch wegen Lenkens ohne Lenkberechtigung und nicht geleisteter Unterhaltszahlungen eine Freiheitsstrafe von insgesamt 40 Tagen verbüßt hätte. Nach Verbüßung der dreijährigen Mindestfreiheitsstrafe wurde er im November 1992 aus dem Gefängnis entlassen.